# Japanisches Münzamt

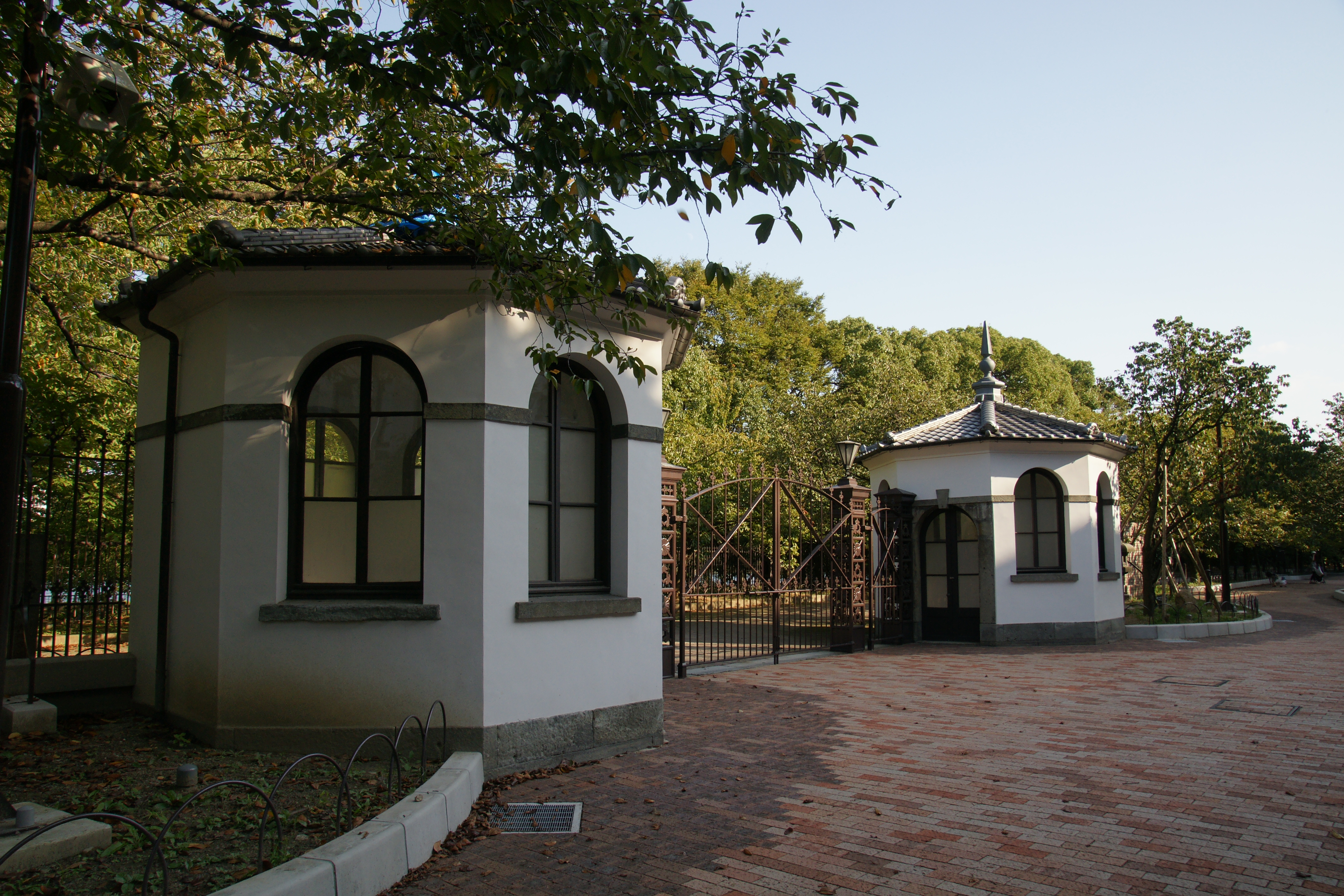
Eingangstor zum Hauptgebäude der japanischen Münze in Osaka

Das Japanische Münzamt oder staatliche Zentralmünze (jap. 独立行政法人 造幣局, Dokuritsu Gyōsei Hōjin Zōheikyoku, engl. Japanese Mint) ist eine Selbstverwaltungskörperschaft und die staatliche Münzprägeanstalt Japans. Sie stellt das japanische Hartgeld und die Orden her, prüft und analysiert Metalle, insbesondere Edelmetalle.  Ihr Hauptsitz befindet sich in Tenma im Stadtteil Kita der Stadtpräfektur Osaka. Außerdem befindet sich das Münzmuseum (造幣博物館) auf dem Gelände der Münze. Zwei weitere Niederlassungen befinden sich im Stadtteil Toshima in der Präfektur Tokio (35° 43′ 39,4″ N, 139° 43′ 18,6″ O) und im Stadtteil Saeki in Hiroshima (34° 22′ 40,6″ N, 132° 21′ 26,8″ O). Gegenwärtig beschäftigt das japanische Münzamt 1037 Personen (Stand: April 2010).

## Überblick
1868 beschloss die Meiji-Regierung die alten Gold- (金座, kinza) und Silbermünzen (銀座, ginza) einzuziehen und für die Produktion der edozeitlichen Nibuban (二分判) und Ichibugin (一分銀), länglich-rechteckigen Gold- und Silbermünzen eine Münzbehörde einzurichten. Im März 1869 dann schaffte das gerade neu eingerichtete Dajō-kan (太政官), der Große Staatsrat und das höchste Amt der Meiji-Zeit, diese Münzbehörde ab und richtete ein Münzamt ein, das im August in Münzprägebüro (造幣寮, zōheiryō) umbenannt und dem Finanzministerium unterstellt wurde.
Ebenfalls 1868 hatte man die zur Münzherstellung nötigen Geräte und Maschinen, die zur damaligen Zeit aufgrund der in Japan noch nicht vorhandenen Schwerindustrie noch nicht hergestellt werden konnten, von der Münze in Hongkong, das zum Britischen Weltreich gehörte, bestellt. Zum Ende des Jahres wurde der englische Bauingenieur Thomas James Waters als Kontraktausländer (oyatoi gaikokujin) angeheuert, und mit dem Kauf der Maschinen und der Planung des Gebäudes für die neue Prägeanstalt betraut. Im März 1870 heuerte man zudem den englischen Ingenieur Thomas William Kinder, der bis dahin Leiter der Münzanstalt in Hongkong war als Kontraktausländer an und übertrug ihm die Leitung des neu geschaffenen Münzbüros. Am 17. Januar 1871 begann die Prägeanstalt in Osaka mit der Herstellung von Silbermünzen. Die offizielle Gründungsfeier fand am 4. April statt. Am 27. Juni erfolgte die Bekanntmachung der „Neuen Währungsverordnung“ (新貨条例, shinka jōrei), womit der Grundstein für ein neuzeitliches Währungssystem in Japan gelegt wurde.
Im Januar 1875 wurde William Kinder zusammen mit 10 weiteren Kontraktausländern entlassen, die Prüfung und Analyse übernahm E.D. Dillon, die Leitung des Münzbüros und die Beratung wurde dem englischen Metallurgen William Gowland, der zugleich als Erforscher von Hügelgräbern (Kofun) und als einer der Begründer der modernen japanischen Archäologie gilt, übertragen. Zwei Jahre später 1877 wurde das Münzbüro in die heute noch übliche Bezeichnung Münzamt (造幣局) umbenannt und am 1. April 2003 in eine Selbstverwaltungskörperschaft umgewandelt. Die Münzprägeanstalt stellt ausschließlich Hartgeld her. Papiergeld wird dagegen in der Staatlichen Druckerei gefertigt.
Auf dem Gelände der Münze in Osaka befindet sich neben dem Münzmuseum auch ein sehenswerte Parkanlage mit Kirschbäumen, die für den Publikumsverkehr freigegeben ist.
Die Münzproduktion (von Ein-, Fünf-, Zehn-, Fünfzig-, Einhundert- und Fünfhundert Yen-Münzen) stieg von jährlich 75.500 Münzen 1948 über 500.000 Münzen in den 50er Jahren auf einen Höchstwert von 5,6 Mio. Münzen 1974, und erneut mit 4,8 und 4,9 Mio. Münzen mit ähnlichem Spitzenwert in den Jahren 1989 und 90, sank in den vergangenen 10 Jahren auf durchschnittlich 8–900.000 Münzen Jahresproduktion.